# Colin Harvey
Colin James Harvey (Liverpool, 16 novembre 1944) è un ex calciatore e allenatore di calcio inglese, di ruolo centrocampista.

## Biografia
Anche il fratello minore Brian è stato un calciatore.

## Carriera

### Club
Ha sempre giocato nel campionato inglese, vestendo la maglia di Everton e Sheffield Wednesday.

### Nazionale
Conta una presenza con la nazionale inglese, con cui ha giocato la sua unica partita nel 1971.

## Palmarès

### Giocatore

#### Competizioni nazionali
- Campionato inglese: 1

Everton: 1969-1970
- Coppa d'Inghilterra: 1

Everton: 1965-1966
- Community Shield: 2

Everton: 1963, 1970

### Allenatore

#### Competizioni nazionali
- FA Charity Shield: 1

Everton: 1987